# Drawno
Drawno (niem. Neuwedell) – miasto w północno-zachodniej Polsce, w województwie zachodniopomorskim, w powiecie choszczeńskim, siedziba gminy miejsko-wiejskiej Drawno.
Według danych z 31 grudnia 2010 r. miasto miało 2382 mieszkańców.

## Położenie

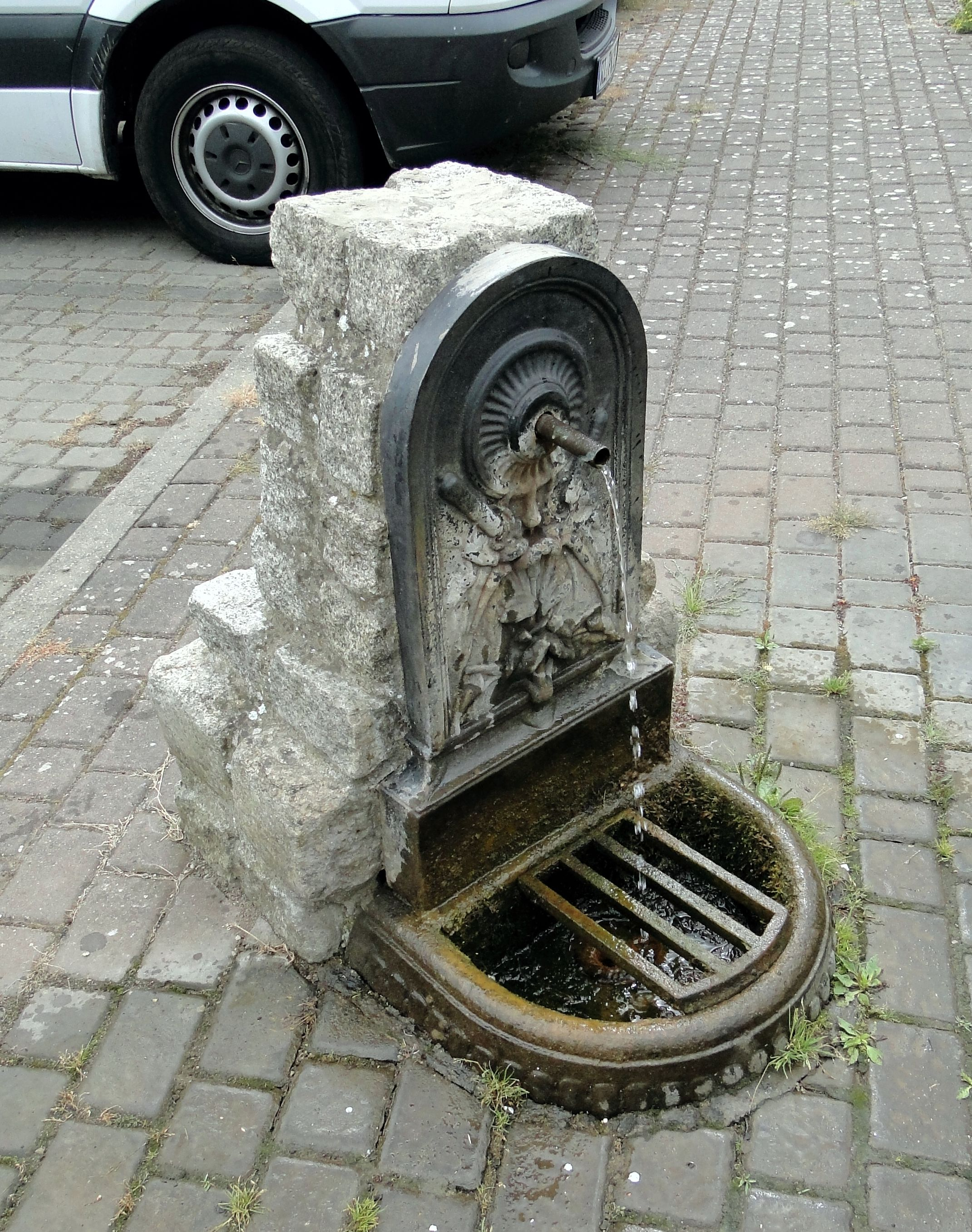
Studnia artezyjska w Drawnie

Drawno leży na Równinie Drawskiej, w południowej części województwa zachodniopomorskiego w powiecie choszczeńskim nad Drawą i jeziorami Dubie i Rudno, na skraju Puszczy Drawskiej.
Według danych z 1 stycznia 2009 powierzchnia miasta wynosi 5,03 km². Miasto stanowi 0,4% powierzchni powiatu.
Pod względem historycznym Drawno we wczesnym średniowieczu było grodem słowiańskim w Wielkopolsce, następnie zaś należało do Pomorza Zachodniego. Zostało opanowane przez Brandenburgię w XIII wieku i włączone do Nowej Marchii. W 1469 jako lenno Drawno ponownie stało się częścią Pomorza Zachodniego.
Drawno leży wśród lesistej okolicy, w pobliżu Drawieńskiego Parku Narodowego, którego siedziba znajduje się w mieście. Odległości do ważnych ośrodków są następujące:
- Gorzów Wielkopolski – 87 km
- Szczecin – 90 km
- Choszczno – 25 km
- Kalisz Pomorski – 13 km
- Piła – 101 km

W latach 1975–1998 miasto administracyjnie należało do woj. gorzowskiego.
Dzielnice Drawna: Kośnik, Krosnowa, Wiśniewo, Zawodzie.
Drawno leży w niecce artezyjskiej, dzięki czemu w mieście działa kilka studni artezyjskich.

## Toponimia
Pierwotna nazwa zasiedlonego głównie przez ludność niemieckojęzyczną miasta związana była z jego właścicielami, rodziną Wedlów, i brzmiała Neu Wedel (Nowy Wedel). Zachowane do dziś historyczne zapisy tej nazwy to Neven Vedell czy Nien Wedel. Ostatecznie ustalił się zapis Neuwedell. Po II wojnie światowej włączone do Polski miasto przez krótki czas nosiło nazwy Nowe nad Drawą oraz Kniazie, ostatecznie jednak zatwierdzono formę Drawno, pochodzącą od przepływającej przez nie rzeki Drawy.

## Historia

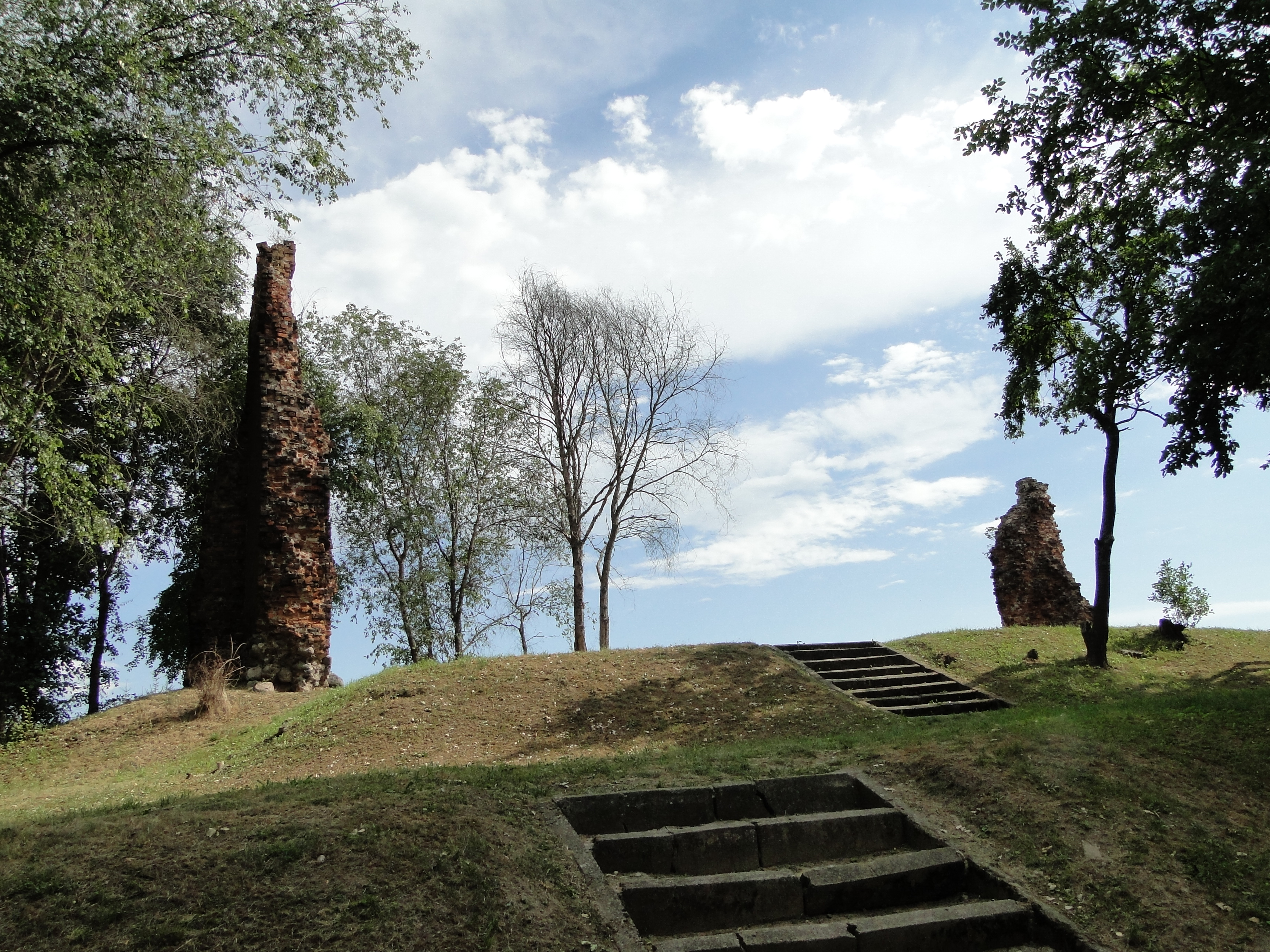
Ruiny zamku (2018 r.)

Ślady osadnictwa na terenie dzisiejszego Drawna datuje się na okres epoki kamienia łupanego. Świadczą o tym liczne znaleziska archeologiczne jak chociażby toporek kamienny czy siekierka. Miejscowa ludność trudniła się rolnictwem, łowiectwem, bartnictwem, smolarstwem czy myślistwem. W X–XI wieku, wykorzystując dogodne położenie między dwoma jeziorami, powstał tu gród słowiański oraz osada rybacka. Obszar został włączony do państwa polskiego przez Mieszka I ok. 967 roku. Do początku XII wieku obszar należał do księstwa pomorskiego, a dopiero w 1269 roku przeszedł pod panowanie księstwa wielkopolskiego.
W tym samym roku ziemie Pomorza, a więc i Drawno znalazły się pod panowaniem margrabiów brandenburskich, wchodząc w skład tzw. Nowej Marchii. Wśród wielu znakomitych rycerzy marchijskich najsławniejszym był przedstawiciel rodziny Wedlów, który w krótkim okresie otrzymał we władanie wiele dzisiejszych miast takich jak Drawno, Złocieniec, Kalisz Pomorski, Drawsko Pomorskie, Tuczno, Recz, Wałcz. Rodzina podzieliła się zdobytymi majątkami, a ich panowanie miało znaczący wpływ na historię tychże ośrodków. Drawno zasiedlili bracia Wedlowie z Korytowa, na których polecenie zbudowano nad Drawą murowany zamek na planie prostokąta. W krótkim czasie z rolniczego wówczas podzamcza rozwinęła się osada, która prawdopodobnie pomiędzy 1313 a 1333 rokiem otrzymała prawa miejskie. Miasto otoczone zostało murami z czterema bramami: Choszczeńską albo Kamienną, Polską, Podwójną i Nową.

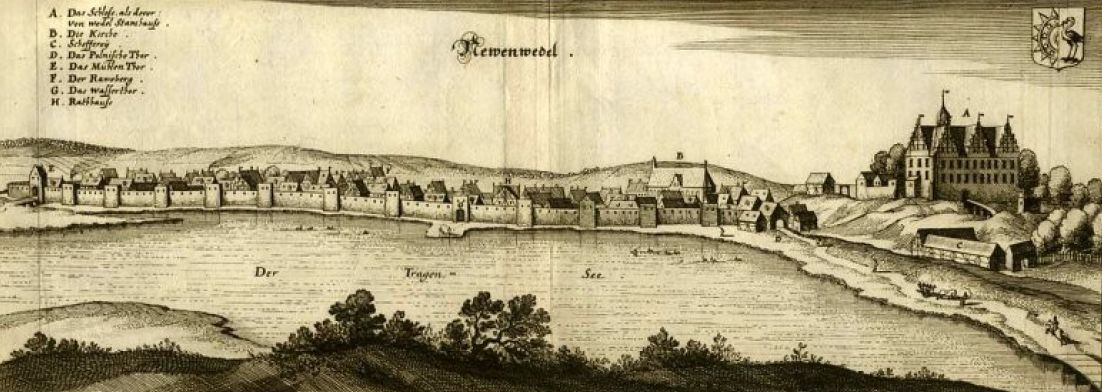
Panorama Drawna z 1652, (po prawej stronie widoczny zamek)

Życie mieszkańców ówczesnego Drawna nie należało do łatwych ponieważ nadgraniczne położenie sprzyjały licznym zatargom. Aż do rozbiorów Polski w końcu XVIII wieku ziemie te leżały na tzw. granicy brandenbursko-wielkopolskiej których przebieg wyznaczały rzeki Drawa i Płociczna. Od 1373 we władaniu Korony Czeskiej. W 1402 zawarto porozumienie w sprawie sprzedaży obszaru Polsce, jednakże ostatecznie sprzedany został jeszcze w tym samym roku Krzyżakom. W międzyczasie (1433–1436) ziemie te były lennem polskim, a pod panowaniem krzyżackim pozostały do 1454. Od roku 1454 aż po koniec II wojny światowej Drawno i okolice znajdowały się już nieprzerwanie pod jurysdykcją Brandenburgii i jej prawnych następców: Królestwa Pruskiego (1701–1871) oraz Niemiec (1871–1945). Liczne wojny i bitwy wyniszczały miasto i miejscową ludność, szczególnie potop szwedzki (1655).
W XVII i XVIII wieku miasto przeżywało rozkwit związany z rozwojem przemysłu szklarskiego oraz włókienniczego. Tkactwo rzemieślnicze upadło jednak nie mogąc konkurować skutecznie z produkcją włókienniczą fabryk powstających w większych ośrodkach. Miasto przeżyło ponowne ożywienie po 1870 roku na tle dynamicznego rozwoju gospodarczego zjednoczonych Niemiec. W 1853 r. przeprowadzono tutaj szosę Choszczno – Mirosławiec, zaś w 1895 r. miasto włączono do sieci kolejowej jako stację na trasie Choszczno – Kalisz Pomorski. Tym niemniej, ze względu na dość ustronne położenie i zalesione okolice Drawno pozostało niewielkim ośrodkiem miejskim o bardzo lokalnym znaczeniu. Po I wojnie światowej zaznaczył się nawet spadek ludności, emigrującej w poszukiwaniu pracy do zachodnich prowincji Niemiec. W 1900 roku miasto zamieszkiwało 2821 mieszkańców (w ogromnej większości Niemców), zaś w r. 1939 już tylko 2711. Do roku 1938 miasto podlegało administracyjnie Nowej Marchii, a w latach 1938–1945 Prowincji Pomorskiej. W okresie II wojny światowej w Drawnie stacjonowała niemiecka jednostka wojskowa zajmująca się przechowywaniem rakiet V-2 i ich przygotowaniem do transportu na front, na stanowiska ogniowe w Holandii. 
12 lutego 1945 roku miasto zostało zdobyte przez wojska radzieckie, w wyniku czego 40% zabudowań legło w gruzach, głównie w śródmieściu. W wyniku II wojny światowej miasto zostało przekazane Polsce i otrzymało ostatecznie nową nazwę Drawno; ludność niemiecka została wysiedlona a na jej miejsce osadzono Polaków ze wschodu i centralnej części kraju. Miasto należało początkowo do województwa szczecińskiego (do 1975 roku), następnie do województwa gorzowskiego w latach 1975–1999, a od 1999 roku należy do województwa zachodniopomorskiego i powiatu choszczeńskiego. Obecnie Drawno jest małym ośrodkiem przemysłowym, zaś głównie ośrodkiem turystycznym i usługowo-handlowym.

## Demografia

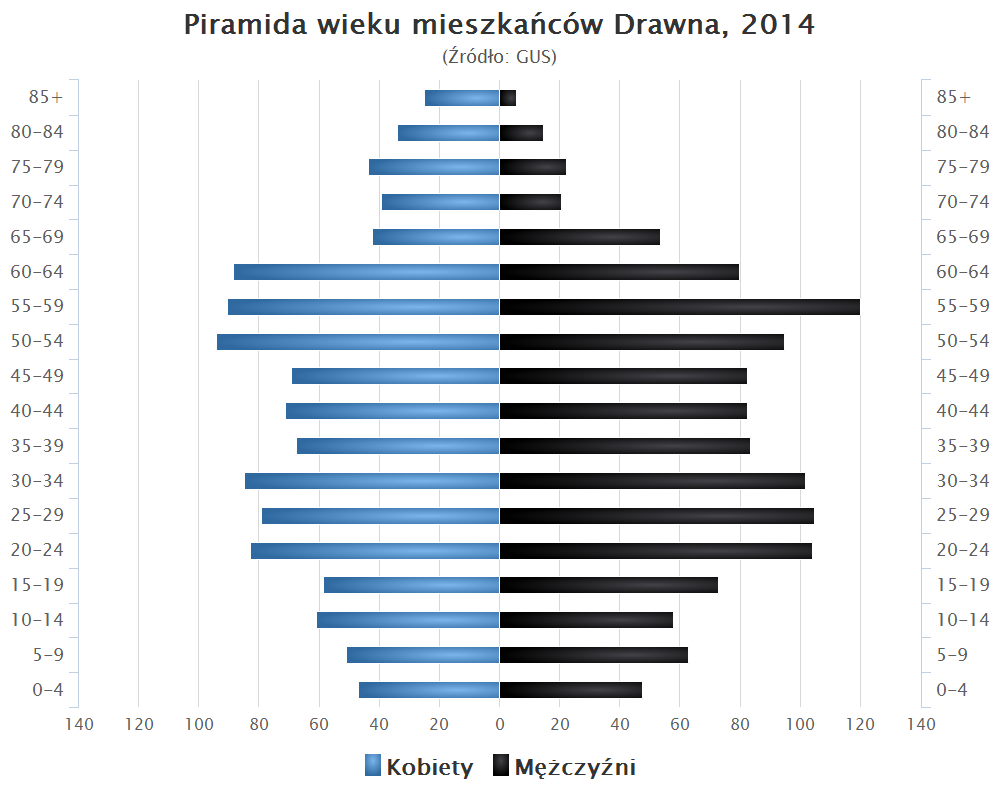
Piramida wieku mieszkańców Drawna w 2014 roku

## Zabytki

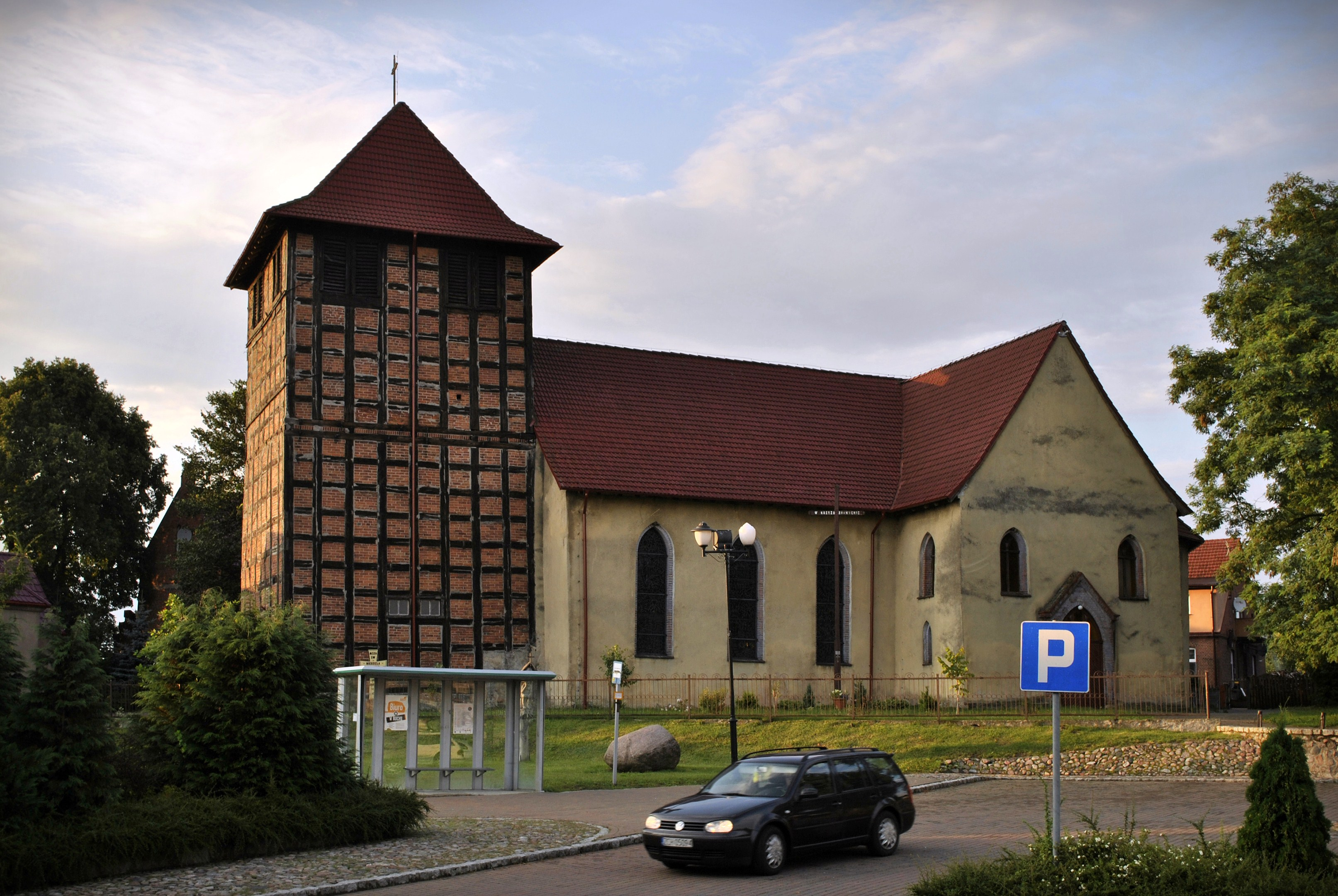
Kościół pod wezwaniem Matki Boskiej Nieustającej Pomocy (XV w.)

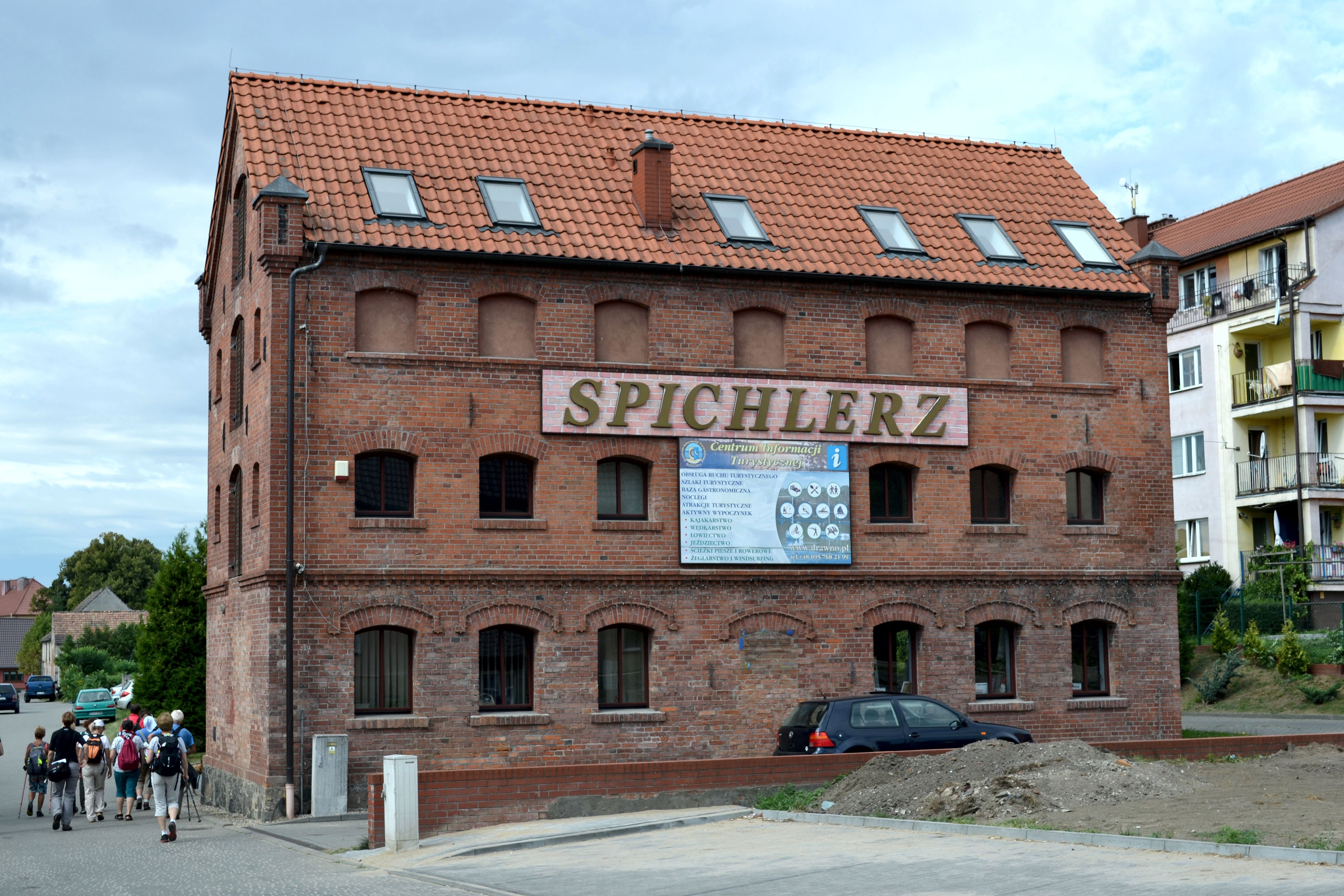
Spichlerz (XIX w.)

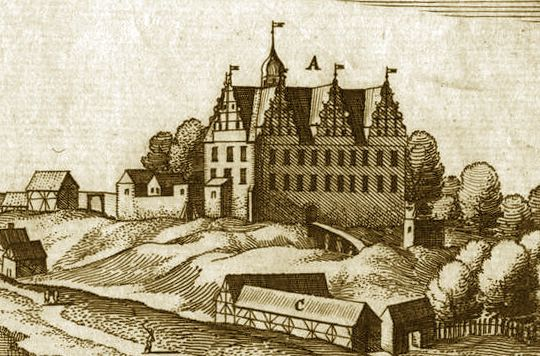
Zamek w Drawnie w czasach swej świetności (XVII w.)

Do wojewódzkiego rejestru zabytków wpisane są;:
- teren Starego Miasta z pierwszej połowy XIV wieku. Drawno posiada zachowany układ urbanistyczny z rynkiem pośrodku i wąskimi uliczkami, przy których stoją domy z XVIII i XIX wieku. Śródmieście Drawna podczas ostatniej wojny zostało dosyć mocno zniszczone, jednak zachowało się tutaj kilka godnych uwagi zabytków
- kościół pod wezwaniem Matki Boskiej Nieustającej Pomocy z XV wieku wybudowany w stylu gotyckim, przebudowany i rozbudowany w XVII i XIX wieku. Kościół parafialny, rzymskokatolicki. Wewnątrz znajduje się zabytkowy ołtarz z 1696 roku, oraz barokowe ambona i chrzcielnica. Do kościoła przylega szachulcowa - ryglowa wieża wybudowana w 1800 roku.
- zamek w ruinie z XIV–XV wieku, przebudowany w XVII–XVIII wieku. Był to zamek gotycki wybudowany przez rodzinę Wedlów i przebudowany w późniejszym okresie w stylu renesansowym. Mieści się on na sztucznie wyniesionym wzgórzu (Góra Zamkowa), a otoczony był fosą. Zamek został zniszczony podczas wojen szwedzkich w 1675 roku i ponownie przez wojska rosyjskie podczas wojny siedmioletniej. Do dzisiaj zachowały się jedynie dwa narożniki budynku.
- spichlerz z trzeciej ćwierci XIX wieku., ul. Jeziorna 2, w którym mieści się Centrum Informacji Turystycznej oraz Galeria Pamiątek Ziemi Drawieńskiej

inne zabytki:
- ratusz z początku XX wieku, siedziba Urzędu Miasta i Gminy. Piętrowy z czerwonej cegły.
- dwór ryglowy z XIX wieku znajdujący się przy ul. Kolejowej odchodzącej od Placu Wolności w kierunku Kalisza Pomorskiego. Dwór mieści się tuż za mostem.
- cmentarz z XIX wieku, mieści się w parku. Do dzisiaj przetrwały niewielkie fragmenty tegoż cmentarza pochodzącego z XIX wieku w postaci kilku nagrobków
- cmentarz żydowski.

## Kultura/Wiara/Religia
W mieście istnieją:
- Drawieński Ośrodek Kultury mieszczący się przy ul. Szpitalnej który jest organizatorem wielu imprez kulturalno-rozrywkowych w mieście i gminie
- Biblioteka Publiczna
- kino "Wedel"
- Rzymskokatolicka Parafia pw. MB Nieustającej Pomocy
- Klub Sportowy Drawa Drawno (sekcja piłka nożnej)
- Towarzystwo Przyjaciół Ziemi Drawieńskiej

## Sport
W mieście istniał Miejski Klub Sportowy „Drawa” Drawno założony w 1947 roku. Istnieją boiska sportowe do piłki nożnej (MKS Drawa) oraz hala widowiskowo-sportowa z boiskami do piłki ręcznej, koszykówki i piłki siatkowej przy szkole podstawowej. Istnieje również niewielki ośrodek sportów wodnych (kajakarstwo, żegluga, windsurfing) znajdujący się przy promenadzie.

## Edukacja
W Drawnie można uzyskać wykształcenie na poziomie przedszkolnym i podstawowym. Najbliższa szkoła średnia mieści się w Kaliszu Pomorskim. W mieście istnieje przedszkole miejskie przy ul. Choszczeńskiej, a przy ul. Szkolnej znajduje się Szkoła Podstawowa im. Stefana Żeromskiego.

## Administracja

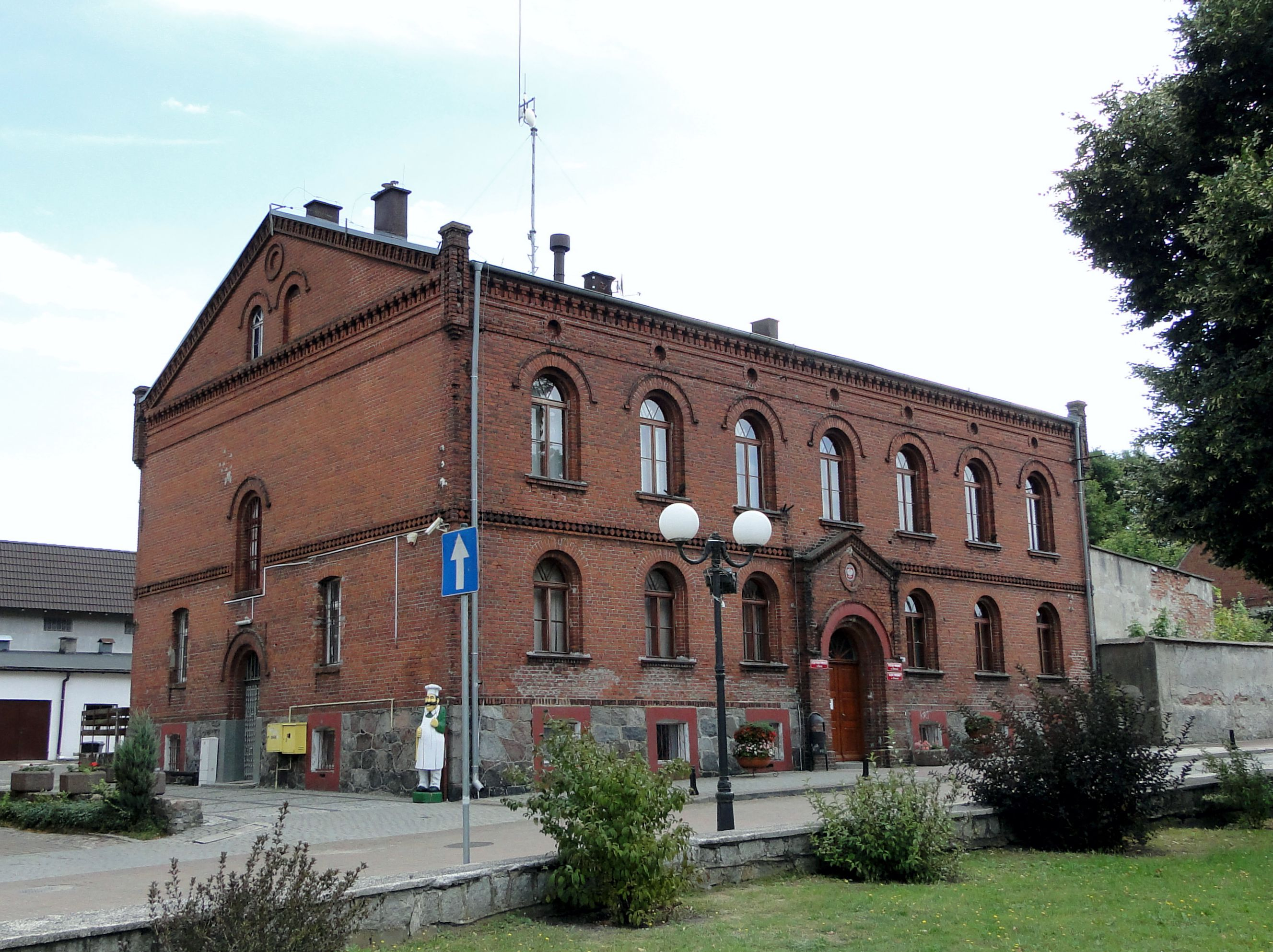
Budynek Urzędu Miejskiego w Drawnie

Miasto jest siedzibą gminy miejsko-wiejskiej. Mieszkańcy Drawna wybierają do swojej rady miejskiej 7 radnych (7 z 15). Pozostałych 8 radnych wybierają mieszkańcy terenów wiejskich gminy Drawno. Organem wykonawczym jest burmistrz. Siedzibą władz jest budynek przy ul. Kościelnej.
Burmistrzowie Drawna (po 1990 r.):
- Waldemar Zbigniew Ślaski (1990–1994)
- Seweryn Robaszkiewicz (1994–1998)
- Ireneusz Jerzy Rzeźniewski (1998–2010[15][16])
- Andrzej Chmielewski (2010–2024)
- Wojciech Wiśniowski (od 2024)

Mieszkańcy Drawna wybierają parlamentarzystów z okręgów wyborczych z siedzibą komisji w Szczecinie, a posłów do Parlamentu Europejskiego z okręgu wyborczego nr 13.

### Współpraca zagraniczna
Miasto i Gmina Drawno należą do Euroregionu Pomerania, który skupia gminy z województwa zachodniopomorskiego w Polsce, Brandenburgii w Niemczech i Skanii (Skåne) w Szwecji.

## Gospodarka
Brak tutaj jest uciążliwego przemysłu a władze miasta stawiają głównie na turystykę i rekreację. W Drawnie istnieje kilka barów czy kawiarni, są pensjonaty i miejsca noclegowe, Bank Spółdzielczy, poczta, firmy usługowe, handlowe, sklepy, hurtownia, istnieją drobne zakłady rzemieślnicze (stolarski, szewski, budowlany). Drawno jest siedzibą nadleśnictwa oraz dyrekcji Drawieńskiego Parku Narodowego. Działa Komunalny Zakład Usługowo-Handlowy, Ochotnicza Straż Pożarna, lecznica dla zwierząt, posterunek energetyczny. W okolicznych lasach prowadzą gospodarkę łowiecką trzy koła łowieckie; będący jednostką miejscowego nadleśnictwa Ośrodek Hodowli Zwierzyny organizuje polowania dla myśliwych z zagranicy. 

## Komunikacja
Transport drogowy

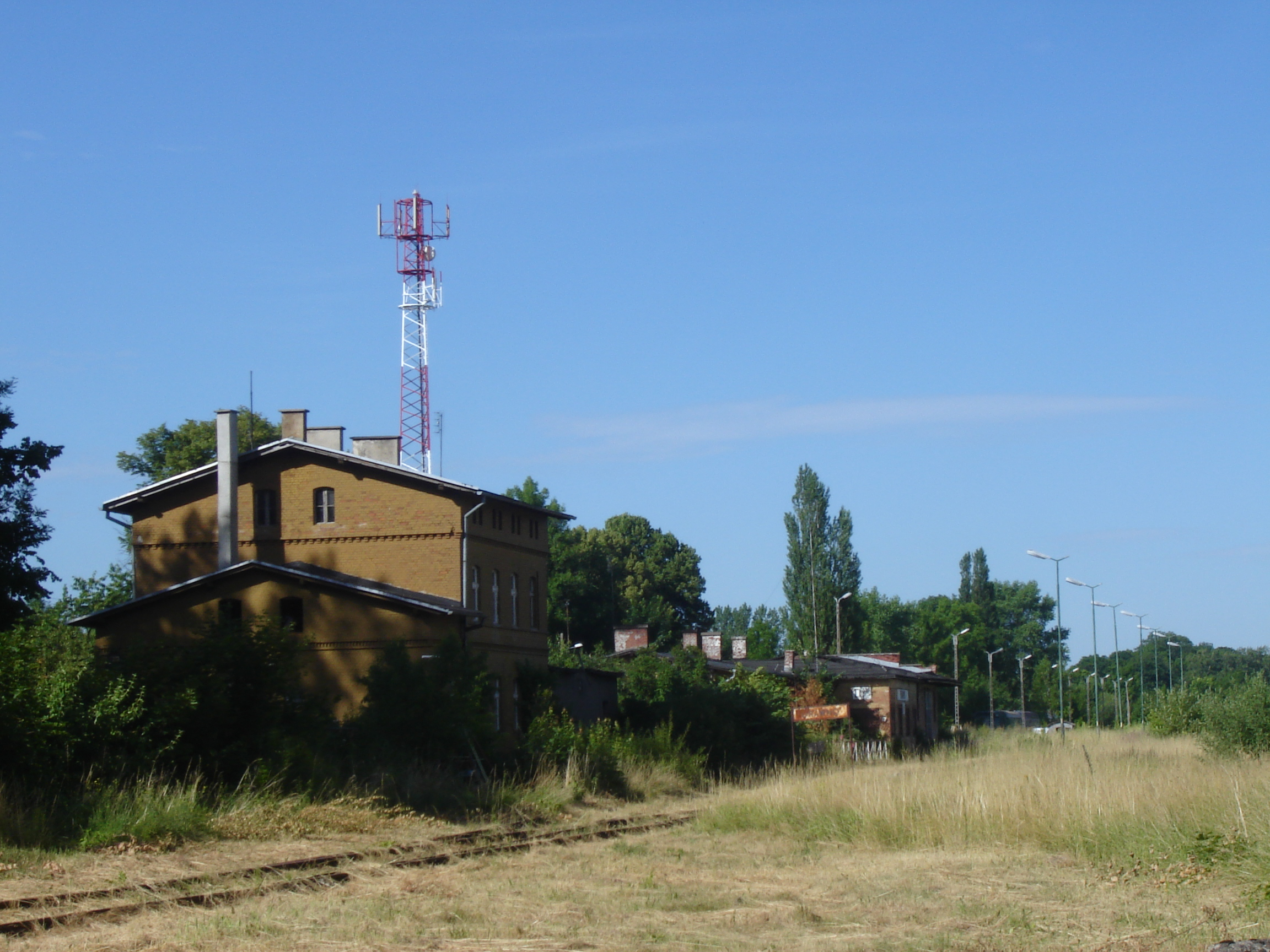
Nieczynna stacja kolejowa w Drawnie

Drawno leży na trasie drogi wojewódzkiej drogi wojewódzkiej nr 175 (Drawsko Pomorskie «» Kalisz Pomorski «» Choszczno) oraz na skrzyżowaniu dróg lokalnych do Żółwina, Niemieńska, Barnimia. Do miasta można się dostać autobusami PKS-u oraz lokalną komunikacją autobusową (z Choszczna). 
Transport kolejowy
Do połowy lat 90. XX wieku przez Drawno kursowały pociągi, jednak obecnie stacja kolejowa jest nieczynna dla ruchu pasażerskiego. Od roku 2019 trwa remont linii kolejowej z Kalisza Pomorskiego, mający na celu umożliwienie zaopatrywania składów wojskowych.

## Turystyka
W Drawnie istnieje stanica wodna mogąca gościć 140 osób w pokojach 2 i 3 osobowych, istnieje pole namiotowe na 100 osób, są wybudowane domki kempingowe na kolejne 28 osób. Istnieje wypożyczalnia sprzętu pływającego. Wybudowana jest nowoczesna przystań wodna wraz z punktem informacyjnym Drawieńskiego Parku Narodowego, istnieje dobrze rozwinięta baza noclegowo – gastronomiczna. W mieście działa Informacja Turystyczna przy ul. Kolejowej 18.